# 324 av. J.-C.
Cette page concerne l'année 324 av. J.-C. du calendrier julien proleptique.

## Événements
- Janvier : jonction de Néarque et d’Alexandre le Grand en Carmanie (sans doute vers le détroit d'Ormuz actuel) ; la flotte est envoyée à Suse. Alexandre se rend à Pasargades où il fait restaurer le tombeau de Cyrus le Grand[1].
- Février-mars :
  - Alexandre rejoint Néarque à Suse. Son conseiller indien Calanos s’immole par le feu[1].
  - Noces de Suse durant lesquelles Alexandre et plusieurs milliers de Macédoniens épousent des filles de l'aristocratie perse[2]. Alexandre tente une politique de fusion ethnique, afin d'éviter toute rébellion des vaincus et créer une descendance gréco-perse. Il épouse deux princesses achéménides (dont la fille de Darius III, Stateira), suivi dans ce mariage mixte par 80 hauts dignitaires de son armée et 10 000 soldats macédoniens.
  - Rescrit de Suse sur le retour des bannis en Grèce, dans le but de disperser les mercenaires rassemblés au cap Ténare et de créer dans les cités des factions dévouées à Alexandre ; Nicanor est envoyé en Grèce[3].
- Printemps : « sédition d’Opis » dans l'armée d'Alexandre contre l'incorporation de recrues perses[2]. Alexandre libère les soldats macédoniens de toute obligation militaire, ce qui provoque des protestations et des quolibets. Alexandre arrête les principaux meneurs et les fait exécuter, reproche aux Macédoniens leur ingratitude, puis se retire dans son palais où il n’admet que des Perses. Les Macédoniens implorent son pardon. Alexandre donne un immense banquet (9 000 convives) pour sceller la réconciliation et l’alliance entre les peuples. Il charge Cratère de ramener les vétérans en Macédoine. Cratère doit remplacer Antipater en Europe et Antipater reçoit l’ordre de venir en Asie avec des troupes de jeunes recrues. Antipater, qui ne veut pas abandonner son autorité de stratège d’Europe, envoie son fils Cassandre auprès d’Alexandre pour lui demander de reporter son ordre. Cratère s’attarde en Cilicie. Alexandre, qui ne tient pas à une guerre civile, joue contre Antipater l’alliance avec les cités grecques.
- Juin-juillet :
  - Nicanor arrive en Grèce pour proclamer l’ordre royal aux Jeux olympiques[3]. Ses mesures, en violation des règles de la Ligue de Corinthe et du principe d’autonomie des cités incitent certains Grecs (les Étoliens et les Athéniens Léosthène et Hypéride) à préparer une révolte.
  - Affaire d’Harpale, à Athènes[3]. L’ancien trésorier d’Alexandre se présente au Pirée en février avec une partie du trésor royal, 20 vaisseaux et plus de 1000 mercenaires. Démosthène lui refuse l’entrée sur le territoire athénien. Plus tard, Harpale se présente sans troupes avec un seul vaisseau. Le stratège du Pirée le laisse entrer. Démosthène suggère de l’emprisonner et de mettre son trésor sous séquestre pour gagner du temps jusqu’à la venue d’un envoyé d’Alexandre. Harpale parvient à s’enfuir (sa surveillance étant intentionnellement succincte), mais la moitié de son trésor disparaît. Démosthène, accusé par Dinarque, Démade et d’autres orateurs, est poursuivi pour corruption.
- 7 septembre (11 septembre du calendrier romain) : début à Rome de la seconde année de dictature sans consuls de Lucius Papirius Cursor[4].

- Octobre : Alexandre se rend à Ecbatane[1]. Durant l’hiver 324/323, il lance des missions d’exploration de la péninsule arabique confiées à Archias de Pella et Androsthène, qui atteignent l’île de Tylos (Bahreïn) à partir de l’embouchure de l’Euphrate, à Hiéron de Soles, qui atteint le promontoire de Makéta au départ de la Babylonie, et à Anaxicrate à partir du golfe de Suez. Héracleidès est envoyé en Hyrcanie avec ordre de construire une flotte pour reconnaître la mer Caspienne[5],[6].

## Décès en 324 av. J.-C.
- 10 novembre : Héphaestion, compagnon et amant d'Alexandre le Grand, vraisemblablement de maladie.
- Lycurgue, orateur athénien (né en 390 av. J.-C.)